# Клер (Бергамо)
Клер је насеље у Италији у округу Бергамо, региону Ломбардија.
Према процени из 2011. у насељу је живело 69 становника. Насеље се налази на надморској висини од 514 м.